# Calligonum pumilum
Calligonum pumilum Losinsk. – gatunek rośliny z rodziny rdestowatych (Polygonaceae Juss.). Występuje naturalnie w Mongolii oraz Chinach (w regionie autonomicznym Sinciang. 

## Morfologia
PokrójZrzucający liście krzew dorastający do 0,5 m wysokości.
LiścieIch blaszka liściowa ma lancetowaty kształt. Mierzy 2–3 mm długości, jest o ostrym wierzchołku.
KwiatyZebrane po 2–3 w pęczki, rozwijają się w kątach pędów. Listki okwiatu mają owalny kształt i czerwonawą barwę.
OwoceMają elipsoidalny kształt, osiągają 7–12 mm długości oraz 6–8 mm szerokości.

## Biologia i ekologia
Rośnie na pustyniach, wydmach oraz terenach skalistych. Występuje na wysokości od 700 do 1500 m n.p.m. Kwitnie od kwietnia do maja, natomiast owoce dojrzewają od maja do września.